# Sukeban Deka
Sukeban Deka (スケバン刑事?  La chica detective delincuente) es un manga japonés escrito y dibujado por Shinji Wada. Cuenta con tres series Tokusatsu, tres películas y una miniserie de anime en formato OVA de dos episodios.

## Manga
Sukeban Deka, con su heroína Asamiya Saki y su peligroso yo-yo, fue publicado desde enero de 1976 a diciembre de 1982, haciendo de Shinji Wada un popular mangaka de finales de los años 80 y principios de los años 90.
En el año 2007, el manga fue relanzado por Media Factory (quien posee los derechos) y lanzó 12 volúmenes de 22 lanzados anteriormente.

## Series y películas (1985-1988)
- Sukeban Deka

Primera serie transmitida entre 1985 y 1986, con Yuki Saito (Asamiya Saki).
- Sukeban Deka II, Shōjo Tekkamen Densetsu

Segunda serie transmitida entre 1986 y 1987, con Yoko Minamino (Asamiya Saki), Haruko Sagara, Akie Yoshizawa.
- Sukeban Deka III, Shōjo Ninpōcho Denki

Tercera serie emitida entre 1987 y 1988, con Yui Asaka (Asamiya Saki), Yuka Onishi, Yuma Nakamura.
- Sukeban Deka III, Shôjo ninpô-chô denki, san-shimai mottomo kiken na tabi, yattsu no shi no wana

Episodio especial de la serie transmitida en 1987, con Yui Asaka (Asamiya Saki), Yuka Onishi, Yuma Nakamura.
- Sukeban Deka (película de 1987)

Primera película exhibida en 1987, con Yoko Minamino y Yui Asaka.
(USA: Sukeban Deka: the Movie)
- Sukeban Deka, Kazama San Shimai no Gyakushu

Segunda película exhibida en 1988, con Yui Asaka, Yuka Onishi, Yuma Nakamura.
(USA: Sukeban Deka: Counter-Attack from the Kazama Sisters)

## Anime
En Japón fue lanzada una miniserie de OVAs de dos episodios de 50 minutos cada uno, producidos por Hakusensha (detrás de la producción de series como Berserk) en el año 1991.
En Estados Unidos los dos episodios fueron lanzados en 1996. En América Latina fue transmitido por el canal Locomotion desde el año 2000 con doblaje en español realizado en México; dicho canal también transmitió para España y Portugal.

## Sukeban Deka (película de 2006)
Aunque no se supo mucho del manga ni de la serie, en 2006 se hizo otra película, por lo que volvió a la popularidad. La película Sukeban Deka, Nombre clave = Asamiya Saki (スケバン刑事コードネーム = 麻宮サキ) (USA: Yo-Yo Girl Cop) fue exhibida en los cines el 30 de septiembre de 2006, con Aya Matsura (Asamiya Saki), y las Biyduen. 

## Voces de doblaje
- Laura Ayala - Junko Yuina
- Juan Alfonso Carralero - Juuzo Numa
- Norma Echevarría - Saki Asamiya
- Blas García - jefe de policía
- Víctor Mares - Gozo Mizuchi
- Emmanuel Rivas - Sanpei Nowake